# Ecuadors herrlandslag i fotboll
Ecuadors herrlandslag i fotboll spelade sin första officiella landskamp den 12 februari 1938, då man spelade 1-1 mot Bolivia i Bogotá i samband med Bolivariska spelen. Ecuador spelade sitt första VM-slutspel 2002, och 2006, 2014 samt 2022 medverkade man återigen i VM-slutspelet.

## VM Kval
1950 kunde man kvala men drog sig ur. Det dröjde till 1962 tills man spelade sitt första kval. Matcherna mot Argentina (det var bara en motståndare i gruppen) slutade rafflande 3-6 hemma och 0-5 borta och man kvalade inte in. 1966 gick något bättre. Mot Colombia blev det 2-0 hemma och 1-0 borta. Mot Chile blev 1-3 borta och 2-2 hemma. Vore det inte för att målskillnad inte fanns skulle Ecuador åkt ut. I returmatchen mot Chile förlorade man med 1-2. 
1970 kom att bli mindre lyckat. Med en oavgjord mot Chile och tre förluster kom man sist i gruppen. 1974 gick lite bättre. Två oavgjorda mot Colombia och två förluster mot Uruguay var inte nog att undvika sista platsen i gruppen. 1978 års kval var inte mycket bättre. Man fick 1-1 mot Peru och en förlust mot Peru och två mot Chile och sista platsen var kvar. 
Det dröjde till 1982 tills Ecuador slapp komma sist i gruppen. 1-0 mot Paraguay och 0-0 mot Chile (båda på hemmaplan) räckte till en näst sista plats i gruppen. 1986 kom bottenplatsen tillbaks. Den enda poängen kom efter 1-1 mot Chile hemma. De tre andra matcherna slutade med förluster. 
1990 blev lite bra trots en sista plats. Man fick 3-1 hemma mot Paraguay och 0-0 hemma mot Colombia. De två andra matcherna förlorade man. 1994 kom man näst sist. Ändå spelade man ut Venezuela med hela 5-0! Den andra poängen kom efter 1-1 hemma mot Bolivia, 0-0 hemma mot starka Brasilien och 0-0 borta mot Uruguay. 1998 kom man sexa av nia efter 6 vinster 3 oavgjorda och 7 förluster. 
2002 kom man tvåa efter 9 vinster, 4 oavgjorda och 5 förluster. 2006 var man mycket nära på att åka ut i kvalet med pinsamma förluster efter bland annat 1-3 mot Venezuela. Men tack vare 1-0-vinsten mot Brasilien och 2-0-vinsten mot Argentina tog man sig till VM.

## VM
Det dröjde till 2002 då Ecuador tog sig till sitt första VM. Man mötte Italien, Kroatien och Mexiko. Man visade att man kunde kämpa mot storländerna Italien och Kroatien. Det började inte bra, man föll 0-2 mot Italien i första matchen efter Christian Vieri gjort två mål på 20 min (7 och 27:e minuten). Andra matchen mot Mexiko blev lite bättre. Ecuadors Agustin Delgado gjorde mål i den 5:e minuten. Men Mexikos Jared Borgetti gjorde mål i den 28:e minuten och 1-1 stod det och det var kvitterat. Gerardo Torrado från Mexiko gjorde ett till mål i den 57:e minuten och det blev 1-2 till Mexiko. Eftersom Kroatien slog Italien med 2-1 hade man fortfarande chans att gå vidare, men då behövdes en 4-0-vinst mot Kroatien samt italiensk förlust mot Mexiko. Edison Méndez gav Ecuador ledningen i 48:e minuten mot Kroatien men det visade sig bli matchens enda mål, och Italien och Mexiko kryssade så man fick åka hem efter gruppspelet.
2006 blev bättre. Man hamnade med värdlandet Tyskland, Polen och Costa Rica. Man började bra med 2-0 mot Polen. Man slog Costa Rica med 3-0. I sista matchen var man redan klar för åttondelsfinal och ställde ut skorna - storförlust med 0-3 mot Tyskland. I åttondelsfinalen mötte man England. Man höll nollan tills 60:e minuten då David Beckham gjorde 0-1. Man åkte ut med en godkänd insats.

## Spelare

### Nuvarande trupp
Följande spelare blev uttagna till Världsmästerskapet i fotboll 2022.
Antalet landskamper och mål är uppdaterade efter matchen mot Nederländerna den 25 november 2022.
| Nr | Pos. | Namn                | Födelsedatum (ålder) | Matcher | Mål |           | Klubb                   |
| -- | ---- | ------------------- | -------------------- | ------- | --- | --------- | ----------------------- |
| 1  | MV   | Hernán Galíndez     | 30 mars 1987         | 14      | 0   | Ecuador   | Aucas                   |
| 12 | MV   | Moisés Ramírez      | 9 september 2000     | 2       | 0   | Ecuador   | Independiente del Valle |
| 22 | MV   | Alexander Domínguez | 5 juni 1987          | 68      | 0   | Ecuador   | LDU Quito               |
|    |      |                     |                      |         |     |           |                         |
| 2  | F    | Félix Torres        | 11 januari 1997      | 19      | 2   | Mexiko    | Santos Laguna           |
| 3  | F    | Piero Hincapié      | 9 januari 2002       | 23      | 1   | Tyskland  | Bayer Leverkusen        |
| 4  | F    | Robert Arboleda     | 22 oktober 1991      | 33      | 2   | Brasilien | São Paulo               |
| 6  | F    | William Pacho       | 16 oktober 2001      | 0       | 0   | Belgien   | Antwerp                 |
| 7  | F    | Pervis Estupiñán    | 21 januari 1998      | 30      | 3   | England   | Brighton & Hove Albion  |
| 14 | F    | Xavier Arreaga      | 28 september 1994    | 18      | 1   | USA       | Seattle Sounders FC     |
| 17 | F    | Ángelo Preciado     | 18 februari 1998     | 27      | 0   | Belgien   | Genk                    |
| 18 | F    | Diego Palacios      | 12 juli 1999         | 12      | 0   | USA       | Los Angeles FC          |
| 25 | F    | Jackson Porozo      | 4 augusti 2000       | 6       | 0   | Frankrike | Troyes                  |
|    |      |                     |                      |         |     |           |                         |
| 5  | MF   | José Cifuentes      | 12 mars 1999         | 12      | 0   | USA       | Los Angeles FC          |
| 8  | MF   | Carlos Gruezo       | 19 april 1995        | 45      | 1   | Tyskland  | FC Augsburg             |
| 15 | MF   | Ángel Mena          | 21 januari 1988      | 46      | 7   | Mexiko    | León                    |
| 16 | MF   | Jeremy Sarmiento    | 16 juni 2002         | 11      | 0   | England   | Brighton & Hove Albion  |
| 19 | MF   | Gonzalo Plata       | 1 november 2000      | 32      | 5   | Spanien   | Valladolid              |
| 20 | MF   | Jhegson Méndez      | 26 april 1997        | 34      | 0   | USA       | Los Angeles FC          |
| 21 | MF   | Alan Franco         | 21 augusti 1998      | 26      | 1   | Argentina | Talleres                |
| 23 | MF   | Moisés Caicedo      | 2 november 2001      | 27      | 2   | England   | Brighton & Hove Albion  |
|    |      |                     |                      |         |     |           |                         |
| 9  | A    | Ayrton Preciado     | 17 juli 1994         | 25      | 3   | Mexiko    | Santos Laguna           |
| 10 | A    | Romario Ibarra      | 24 september 1994    | 27      | 3   | Mexiko    | Pachuca                 |
| 11 | A    | Michael Estrada     | 7 april 1996         | 37      | 8   | Mexiko    | Cruz Azul               |
| 13 | A    | Enner Valencia      | 4 november 1989      | 76      | 38  | Turkiet   | Fenerbahçe              |
| 24 | A    | Djorkaeff Reasco    | 18 januari 1999      | 4       | 0   | Argentina | Newell's Old Boys       |
| 26 | A    | Kevin Rodríguez     | Mall:Bda             | 3       | 0   | Ecuador   | Imbabura                |

## Meriter
- VM i fotboll: 2002, 2006, 2014
  - Gruppspel 2002
  - Åttondelsfinal 2006
  - Gruppspel 2014